# Nilssonia gangetica
Espèce
Synonymes
- Trionyx gangeticus Cuvier, 1825
- Aspideretes gangeticus (Cuvier, 1825)
- Trionyx javanicus Gray, 1830
- Gymnopus duvaucelii Duméril & Bibron, 1835
- Trionyx gangeticus mahanaddicus Annandale, 1912

Statut de conservation UICN

 VU A1d+2d : Vulnérable
Statut CITES
Nilssonia gangetica est une espèce de tortues de la famille des Trionychidae.

## Répartition
Cette espèce se rencontre :
- en Afghanistan ;
- au Bangladesh ;
- en Inde dans les États du Bihar, du Gujarat, du Jammu-et-Cachemire, du Madhya Pradesh, d'Orissa, du Penjab, du Rajasthan, du Rajasthan et d'Uttar Pradesh ;
- au Népal ;
- au Pakistan.

## Publication originale
- Cuvier, 1825 : Recherches sur les Ossemens Fossiles, où l’on rétablit les caractères de plusieurs animaux dont les révolutions du globe ont détruit les espèces. Paris : Dufour et d’Ocagne, ed. 2, vol. 5, p. 1–547 (texte intégral).